# 約瑟普·德爾米奇
約瑟普·德爾米奇（發音：[jǒsip dř̩mitɕ]；1992年8月8日—）是瑞士的一位足球運動員。在場上司職前鋒，現效力克罗地亚足球联赛球隊萨格勒布迪纳摩。他也代表瑞士國家足球隊參加比賽。